# Europees kampioenschap handbal mannen 2012
Het tiende Europees kampioenschap handbal mannen werd gehouden van 17 januari tot 29 januari 2012 in Servië. Europees kampioen werd Denemarken dat de finale met 21-19 won van Servië. De derde plaats werd ingenomen door Kroatië. Titelverdediger Frankrijk kwam niet verder dan de elfde plaats in de eindrangschikking.

## Gekwalificeerde teams
| Land       | Gekwalificeerd als | Datum van kwalificatie | Vorige deelnames1                                        |
| ---------- | ------------------ | ---------------------- | -------------------------------------------------------- |
| Servië     | Gastland           | 27 september 2008      | 6 (19962, 19982, 20022, 20043, 20063 2010)               |
| Frankrijk  | Titelhouder        | 31 januari 2010        | 9 (1994, 1996, 1998, 2000, 2002, 2004, 2006, 2008, 2010) |
| Hongarije  | Groep 1            | 13 maart 2011          | 7 (1994, 1996, 1998, 2004, 2006, 2008, 2010)             |
| Kroatië    | Groep 2            | 13 maart 2011          | 9 (1994, 1996, 1998, 2000, 2002, 2004, 2006, 2008, 2010) |
| Duitsland  | Groep 5            | 8 juni 2011            | 9 (1994, 1996, 1998, 2000, 2002, 2004, 2006, 2008, 2010) |
| Zweden     | Groep 4            | 8 juni 2011            | 8 (1994, 1996, 1998, 2000, 2002, 2004, 2008, 2010)       |
| Noorwegen  | Groep 6            | 8 juni 2011            | 4 (2000, 2006, 2008, 2010)                               |
| Denemarken | Groep 7            | 8 juni 2011            | 8 (1994, 1996, 2000, 2002, 2004, 2006, 2008, 2010)       |
| Rusland    | Groep 7            | 8 juni 2011            | 9 (1994, 1996, 1998, 2000, 2002, 2004, 2006, 2008, 2010) |
| Spanje     | Groep 2            | 9 juni 2011            | 9 (1994, 1996, 1998, 2000, 2002, 2004, 2006, 2008, 2010) |
| Slowakije  | Groep 4            | 9 juni 2011            | 2 (2006, 2008)                                           |
| Tsjechië   | Groep 6            | 11 juni 2011           | 6 (1996, 1998, 2002, 2004, 2008, 2010)                   |
| Macedonië  | Groep 1            | 12 juni 2011           | 1 (1998)                                                 |
| Polen      | Groep 3            | 12 juni 2011           | 5 (2002, 2004, 2006, 2008, 2010)                         |
| Slovenië   | Groep 3            | 12 juni 2011           | 8 (1994, 1996, 2000, 2002, 2004, 2006, 2008, 2010)       |
| IJsland    | Groep 5            | 12 juni 2011           | 6 (2000, 2002, 2004, 2006, 2008, 2010)                   |

1 Jaren in het vet betekent dat dat land in dat jaar de competitie won.
2 als Joegoslavië
3 als Servië en Montenegro

## Speellocaties
- bron: Serbian Handball Federation: Euro 2010[dode link]

| Voorronde                     | Voorronde                | Voorronde                           | Voorronde                            | Eindfase                          |
| ----------------------------- | ------------------------ | ----------------------------------- | ------------------------------------ | --------------------------------- |
| Belgrado                      | Novi Sad                 | Vršac                               | Niš                                  | Belgrado                          |
| Pionir Hall Capaciteit: 8,150 | SPENS Capaciteit: 11,500 | Millennium Center Capaciteit: 5,000 | Čair Sports Center Capaciteit: 7,000 | Belgrade Arena Capaciteit: 23,000 |
|                               |                          |                                     |                                      |                                   |

## Knock-outronde

### Halve finales
| 27 januari 2012 17:45 | Denemarken | 25–24   | Spanje        | Belgrade Arena, Belgrado Toeschouwers: 14.000 Scheidsrechters: Krstić, Ljubič (SLO) |
| 27 januari 2012 17:45 | Lauge 6    | (12–10) | Aguinagalde 5 | Belgrade Arena, Belgrado Toeschouwers: 14.000 Scheidsrechters: Krstić, Ljubič (SLO) |
| 27 januari 2012 17:45 | 4× 3×      | verslag | 3×            | Belgrade Arena, Belgrado Toeschouwers: 14.000 Scheidsrechters: Krstić, Ljubič (SLO) |

| 27 januari 2012 20:15 | Servië | 26–22   | Kroatië   | Belgrade Arena, Belgrado Toeschouwers: 23.040 Scheidsrechters: Lazaar, Reveret (FRA) |
| 27 januari 2012 20:15 | Ilić 8 | (13–14) | Kopljar 7 | Belgrade Arena, Belgrado Toeschouwers: 23.040 Scheidsrechters: Lazaar, Reveret (FRA) |
| 27 januari 2012 20:15 | 3×     | verslag | 3× 2×     | Belgrade Arena, Belgrado Toeschouwers: 23.040 Scheidsrechters: Lazaar, Reveret (FRA) |

### Om vijfde plaats
| 27 januari 2012 15:15 | Macedonië | 28–27   | Slovenië  | Belgrade Arena, Belgrado Toeschouwers: 5.500 Scheidsrechters: Raluy, Sabroso (ESP) |
| 27 januari 2012 15:15 | Lazarov 8 | (16–12) | Dolenec 7 | Belgrade Arena, Belgrado Toeschouwers: 5.500 Scheidsrechters: Raluy, Sabroso (ESP) |
| 27 januari 2012 15:15 | 3× 5×     | verslag | 3× 6×     | Belgrade Arena, Belgrado Toeschouwers: 5.500 Scheidsrechters: Raluy, Sabroso (ESP) |

### Troostfinale
| 29 januari 2012 14:30 | Kroatië           | 31–27   | Spanje      | Belgrade Arena, Belgrado Toeschouwers: 8.500 Scheidsrechters: Geipel, Helbig (GER) |
| 29 januari 2012 14:30 | Lacković, Čupić 7 | (13–12) | Sarmiento 7 | Belgrade Arena, Belgrado Toeschouwers: 8.500 Scheidsrechters: Geipel, Helbig (GER) |
| 29 januari 2012 14:30 | 3× 5×             | verslag | 3× 2×       | Belgrade Arena, Belgrado Toeschouwers: 8.500 Scheidsrechters: Geipel, Helbig (GER) |

### Finale
| 29 januari 2012 17:00 | Servië       | 19–21   | Denemarken | Belgrade Arena, Belgrado Toeschouwers: 21.800 Scheidsrechters: Abrahamsen, Kristiansen (NOR) |
| 29 januari 2012 17:00 | Prodanović 4 | (7–9)   | Hansen 9   | Belgrade Arena, Belgrado Toeschouwers: 21.800 Scheidsrechters: Abrahamsen, Kristiansen (NOR) |
| 29 januari 2012 17:00 | 4× 1×        | verslag | 2× 3×      | Belgrade Arena, Belgrado Toeschouwers: 21.800 Scheidsrechters: Abrahamsen, Kristiansen (NOR) |

## Eindstand
| Plaats | Land       | Wedstrijden | Doelpunten | Doelgem. | Punten | Opmerking                                     |
| ------ | ---------- | ----------- | ---------- | -------- | ------ | --------------------------------------------- |
| 1.     | Denemarken | 8           | 216:201    | +15      | 12:4   |                                               |
| 2.     | Servië     | 8           | 176:168    | +8       | 10:6   |                                               |
| 3.     | Kroatië    | 8           | 216:201    | +15      | 11:5   |                                               |
| 4.     | Spanje     | 8           | 224:213    | +11      | 11:5   |                                               |
|        |            |             |            |          |        |                                               |
| 5.     | Macedonië  | 7           | 185:175    | +10      | 9:5    | Gekwalificeerd voor de Olympische Spelen 2012 |
| 6.     | Slovenië   | 7           | 207:212    | −5       | 4:10   |                                               |
|        |            |             |            |          |        |                                               |
| 7.     | Duitsland  | 6           | 156:156    | ±0       | 5:7    |                                               |
| 8.     | Hongarije  | 6           | 156:161    | −5       | 5:7    |                                               |
| 9.     | Polen      | 6           | 173:160    | +13      | 7:5    |                                               |
| 10.    | IJsland    | 6           | 177:178    | −1       | 5:7    |                                               |
| 11.    | Frankrijk  | 6           | 156:163    | −7       | 5:7    |                                               |
| 12.    | Zweden     | 6           | 158:169    | −11      | 4:8    |                                               |
|        |            |             |            |          |        |                                               |
| 13.    | Noorwegen  | 3           | 80:87      | −7       | 2:4    |                                               |
| 14.    | Tsjechië   | 3           | 77:84      | −7       | 2:4    |                                               |
| 15.    | Rusland    | 3           | 82:89      | −7       | 1:5    |                                               |
| 16.    | Slowakije  | 3           | 70:92      | −22      | 1:5    |                                               |